# Ernst Gisel
Ernst Gisel (Adliswil, 8 giugno 1922 – Zurigo, 6 maggio 2021) è stato un architetto svizzero. 
Era considerato uno dei principali architetti svizzeri del dopoguerra.

## Biografia
Figlio di un sellaio, dopo un apprendistato da disegnatore tecnico tra il 1940 e il 1942 frequentò il Politecnico federale di Zurigo. Nel 1945 aprì a Zurigo un proprio studio di architettura assieme alla moglie, e nel 1968  una succursale del suo studio a Berlino.
Tra i suoi lavori figurano centri pubblici (tra cui il Parktheater di Grenchen e il palazzo dei congressi di Davos), edifici scolastici, chiese, abitazioni, palazzi dell'amministrazione e grandi complessi residenziali in Svizzera e in Germania.
Insegnò al Politecnico federale di Zurigo e al Politecnico di Karlsruhe.